# Hermann Volk
Hermann Volk (ur. 27 grudnia 1903 w Steinheim, zm. 1 lipca 1988 w Moguncji) – niemiecki duchowny katolicki, kardynał, biskup Moguncji, profesor teologii.

## Życiorys
Święcenia kapłańskie przyjął 27 kwietnia 1927. W latach 1954–1955 pełnił funkcję rektora Westfalskiego Uniwersytetu Wilhelma.
3 marca 1962 został wybrany biskupem Moguncji, 5 czerwca 1962 przyjął sakrę z rąk arcybiskupa Hermanna Schäufelego z biskupami Karlem Leiprechtem i Josephem Reussem jako współkonsekratorami. Uczestniczył w obradach Soboru Watykańskiego II.
5 marca 1973 Paweł VI wyniósł go do godności kardynalskiej z tytułem prezbitera Santi Fabiano e Venanzio a Villa Fiorelli. Wziął udział w konklawe wybierających Jana Pawła I i Jana Pawła II. 27 grudnia 1982 zrezygnował z kierowania diecezją.